# グラント郡 (ワシントン州)
グラント郡（英: Grant County）は、アメリカ合衆国ワシントン州の中央に位置する郡である。人口は9万9123人（2020年）。郡庁所在地はイーフレイタであり、人口最大の都市はモーゼスレイクである。

## 概要

### 地名の由来
郡名は第18代アメリカ合衆国大統領ユリシーズ・グラントに因んで名付けられた。
グラント郡は1909年2月24日にダグラス郡から分離して設立された。

## 歴史
グラント郡となった地域のインディアン文明には内陸サリシュ族、ウェナッチ族、オカナガン族のものがあった。19世紀半ばに初めて白人開拓者が到着し始め、主に家畜を育てた。ある政府役人は1879年にこの地域のことを「最も楽観的な者でも将来の見込みとなるような何も見出せないような荒地」と表現していた。
この地域に鉄道が敷かれて新しい開拓者が到着し、経済は牧場経営から乾燥農業に代わり始めた。このことで水が必要になり灌漑の必要性が生じた。最初の大規模な灌漑工事は1898年に始まったが、完成するまでには多くの年月を要した。
乾燥農業の開始と共にこの地域には主要な鉄道が3本通った。すなわちグレート・ノーザン鉄道、ノーザン・パシフィック鉄道およびシカゴ・ミルウォーキー・アンド・セントポール鉄道だった。さらにこの地域を流れるコロンビア川は船舶の航行が可能だった。このことで農産物を容易に運び出すことができた。ウィルソンクリーク、クィンシーおよびイーフレイタのような町が繁栄を始めた。
ワシントン州議会が1909年2月24日に公式にグラント郡を創設し、ユリシーズ・グラント大統領に因んで命名した。郡庁所在地はイーフレイタに置かれた。当時の郡人口は約8,700人に過ぎなかったが、1世紀を経てその約10倍に成長した。
イーフレイタ出身の事業家集団が始めたコロンビア盆地再生プロジェクトは、この地域をより発展の可能性があるものに変えようとしたものだった。1つはグランドクーリーでコロンビア川を堰き止めることだった。グランドクーリー・ダムの案が認められたのは1933年になってからであり、着工は1939年まで延びた。このプロジェクトで地域の様相を根本的に変えることになった。

## 地理
アメリカ合衆国国勢調査局に拠れば、郡域全面積は2,791平方マイル (7,228.7km2)であり、このうち陸地は2,681平方マイル (6,943.8 km2)、水域は110平方マイル (284.9 km2)で水域率は3.95%である。

### 特徴的な地形
- コロンビア川
- モーゼス湖
- ポソレス貯水池
- グランドクーリー

### 主要高規格道路
- 州間高速道路90号線、世界で最も距離が長い自動車専用の高速道路
- アメリカ国道2号線
- ワシントン州道17号線
- ワシントン州道28号線

### 隣接する郡
- ダグラス郡 - 北
- オウカノガン郡 - 北東
- アダムズ郡 - 東
- リンカーン郡 - 東
- フランクリン郡 - 南東
- ベントン郡 - 南
- ヤキマ郡 - 南西
- キッティタス郡 - 西

### 国立保護地域
- コロンビア国立野生生物保護区（部分）
- ハンフォードリーチ国立保護区（部分）
- ルーズベルト湖国立レクリエーション地域（部分）
- サドル山国立野生生物保護区（部分）

## 人口動態
以下は2000年の国勢調査による人口統計データである。
| 基礎データ - 人口: 74,698人 - 世帯数: 25,204 世帯 - 家族数: 18,676 家族 - 人口密度: 11人/km2（28人/mi2） - 住居数: 29,081軒 - 住居密度: 4軒/km2（11/mi2） 人種別人口構成 - 白人: 76.54% - アフリカン・アメリカン: 0.99% - ネイティブ・アメリカン: 1.16% - アジア人: 0.87% - 太平洋諸島系: 0.07% - その他の人種: 17.36% - 混血: 3.01% - ヒスパニック・ラテン系: 30.09% 先祖による構成 - ドイツ系：15.1% - アメリカ人：8.1% - イギリス系：8.0% - アイルランド系：5.4% 第一言語による構成 - 英語：72.0 - スペイン語：25.3% 年齢別人口構成 - 18歳未満: 32.0% - 18-24歳: 9.8% - 25-44歳: 27.0% - 45-64歳: 19.7% - 65歳以上: 11.5% - 年齢の中央値: 31歳 - 性比（女性100人あたり男性の人口） - 総人口: 104.5 - 18歳以上: 103.4 | 世帯と家族（対世帯数） - 18歳未満の子供がいる: 39.9% - 結婚・同居している夫婦: 59.3% - 未婚・離婚・死別女性が世帯主: 9.8% - 非家族世帯: 25.9% - 単身世帯: 21.2% - 65歳以上の老人1人暮らし: 8.9% - 平均構成人数 - 世帯: 2.92人 - 家族: 3.38人 収入と家計 - 収入の中央値 - 世帯: 35,276米ドル - 家族: 38,938米ドル - 性別 - 男性: 32,414米ドル - 女性: 24,310米ドル - 人口1人あたり収入: 15,037米ドル - 貧困線以下 - 対人口: 17.4% - 対家族数: 13.1% - 18歳未満: 22.3% - 65歳以上: 9.4% |

## 統計上処理される自治体
| - バンクスレイク・サウス - カスケードバレー - クーリーシティ - クーリーダム（部分） - デザートエアー - エレクトリックシティ - イーフレイタ - 郡庁所在地 - ジョージ - グランドクーリー - ハートライン | - クルップ（マーリンとも呼ばれる） - レイクビュー - マッタワ - モーゼスレイク - 人口最大の都市 - モーゼスレイク・ノース - クィンシー - ロイヤルシティ - ソープレイク - ウォーデン - ウィルソンクリーク |

## その他の町
| - アドコ - アドリアン - ビバリー - レイクビューパーク - メイ - ラフ | - シャワナ - ストラットフォード - トリニダード - ウィーラー - ウィンチェスター |

## 対外関係

### 姉妹自治体･提携自治体
- 豊山町（日本国 中部地方 愛知県 西春日井郡）
2019年（令和元年）12月16日 姉妹都市提携[6]。